# 죽정 최유경 묘역
죽정 최유경 묘역(竹亭 崔有慶 墓域)은 대한민국 경기도 용인시 기흥구 공세동에 있는 조선시대의 무덤이다. 2003년 4월 21일 경기도의 문화재자료 제120호로 지정되었다.

## 개요
최유경(崔有慶)의 묘소는 기흥구 공세동 자봉산(紫鳳山) 기슭에 있다. 그의 묘는 조선 초기의 형식인 방형상분묘 (方形雙墳墓)로서 2단의 장대석 (長臺石)이 둘러져 있고, 묘 앞에는 묘표(墓表)·상석· 향로석·장명등, 그리고 좌우에는 동자석(童子石)·문인석(文人石) 등의 석물이 각각 배치 되어 있다. 묘 우측에 위치한 묘갈(墓碣)은 장방형 지대석 위에 옥개석(屋蓋石)을 갖추었으며, 비신의 석질은 대리석이다. 묘역 입구에는 영덕재(永德齋)가 건립되어 있고, 그 우측에는 1950년대에 건립된 신도비가 있다.
하단에 있는 묘는 그의 아들로서 판이조사 (判吏曹事)를 지낸 사강(士康)부부의 묘다. 쌍분임에도 장면 등을 묘 앞에 각각 1개씩 세운 것이 특징이다. 최노첨의 묘는 방형 지대석이 생략된 원형 봉토분으로서 묘지 기단석이 생략되었고, 상석 하단에 앙련(仰蓮)의 연화문을 둘른 것이 특징이다. 최노첨은 최유경의 8대손으로 인조때 용인현령을 지낸 바 있다.
최유경(1343-1413)은 고려말, 조선초의 문신으로 자는 경지(慶之), 호는 죽정(竹亭), 본관은 전주(全州)이다. 고려 공민왕 21년(1372) 판도좌랑(判圖佐郞)이 되었다. 사헌 장령(司憲掌令)으로 있을 때 윤충좌(尹忠佐)의 교만 방자함을 탄핵했다. 이어 여러 벼슬을 지내며 공을 세웠다. 특히 이성계(李成桂)의 조선 개국을 도와 개국원종공신(開國原從功臣)이 되었다. 태조 6년(1397) 지중추원사(知中樞院事)로서 경기·충청 도체찰사(都體察使), 이듬해 개성유후(開城留侯)로서 경기우도(京畿右道) 도관찰출척사(都觀察黜陟使)가 되었다. 태종 1년(1401) 정조사(正朝使)가 되어 명(明)나라에 다녀 왔다. 판한성부사(判漢城府使)로 있다가 사임했다. 태종때 청백리(淸白吏)에 녹선(祿選)되었다. 시호는 평도(平度)이다.

## 지정 사유
고려말~조선초 문신으로 한양성 축성 등 조선개국에 공을 세워 개국원종공신에 봉해지고, 태종때에 청백리에 녹선되었던 중요한 역사적 인물이며, 묘역은 사각방형 분묘, 문인석, 장명등 등의 석물이 비교적 온전하게 보존되어 조선전기의 양식을 잘 반영하는 묘역이다.

## 참고 자료
- 죽정최유경묘역 - 국가유산청 국가유산포털